# Francisco López (rokometaš)
Francisco López Balcells , španski rokometaš, * 13. julij 1949.
Leta 1972 je na poletnih olimpijskih igrah v Münchnu v sestavi španske rokometne reprezentance osvojil 15. mesto.
Čez osem let je z reprezentanco osvojil peto mesto.